# گوردون جی. هامفری
گوردون جی. هامفری (به انگلیسی: Gordon J. Humphrey) سناتور سابق عضو حزب جمهوری‌خواه ایالات متحده آمریکا بود. وی در سال ۱۹۷۹ تا ۱۹۹۰ میلادی سناتور ایالت نیوهمپشایر در سنای ایالات متحده آمریکا بود.